# اسامه الخلف
اسامه الخلف (عربی: أسامه يوسف الخلف؛ زادهٔ ۲۶ دسامبر ۱۹۹۶) یک ورزشکار اهل عربستان سعودی است.
از باشگاه‌هایی که در آن بازی کرده‌است می‌توان به باشگاه فوتبال هجر عربستان سعودی اشاره کرد.